# Fred F. Sears
Fred F. Sears (Boston, 7 luglio 1913 – Hollywood, 30 novembre 1957) è stato un regista e attore statunitense.
Ha firmato la regia di oltre 50 film dal 1949 al 1958. È stato accreditato anche con il nome Fred Sears.

## Biografia
Fred F. Sears nacque a Boston il 7 luglio 1913.
Debuttò alla regia cinematografica con il film Desert Vigilante del 1949.
Diresse il suo ultimo film, Il fantasma dei mari della Cina, nel 1958.
Morì a Hollywood il 30 novembre 1957 e fu seppellito all'Holy Cross Cemetery di Culver City.

## Filmografia

### Regista
- Desert Vigilante (1949)
- Horsemen of the Sierras (1949)
- Across the Badlands (1950)
- Raiders of Tomahawk Creek (1950)
- Lightning Guns (1950)
- Prairie Roundup (1951)
- Ridin' the Outlaw Trail (1951)
- Snake River Desperadoes (1951)
- Bonanza Town (1951)
- Pecos River (1951)
- Smoky Canyon (1952)
- The Hawk of Wild River (1952)
- Blackhawk: Fearless Champion of Freedom (1952)
- The Kid from Broken Gun (1952)
- L'ultimo treno da Bombay (Last Train from Bombay) (1952)
- Il drago verde (Target Hong Kong) (1953)
- Terra bruciata (Ambush at Tomahawk Gap) (1953)
- Il 49º uomo (The 49th Man) (1953)
- Sky Commando (1953)
- Tempeste di fuoco (Mission Over Korea) (1953)
- Le frontiere dei Sioux (The Nebraskan) (1953)
- El Alaméin (1953)
- The Ford Television Theatre – serie TV, 5 episodi (1954-1955)
- Verso il Far West (Overland Pacific) (1954)
- I rinnegati del Wyoming (Wyoming Renegades) (1954)
- Agguato al grande canyon (Massacre Canyon) (1954)
- Asfalto rosso (The Miami Story) (1954)
- The Outlaw Stallion (1954)
- Celebrity Playhouse – serie TV, 2 episodi (1955-1956)
- Cella 2455 braccio della morte (Cell 2455 Death Row) (1955)
- Damon Runyon Theater – serie TV, un episodio (1955)
- Il sindacato di Chicago (Chicago Syndicate) (1955)
- La valanga degli uomini rossi (Apache Ambush) (1955)
- La bestia (Teen-Age Crime Wave) (1955)
- La città corrotta (Inside Detroit) (1956)
- I rapinatori del passo (Fury at Gunsight Pass) (1956)
- Senza tregua il rock n roll (Rock Around the Clock) (1956)
- La Terra contro i dischi volanti (Earth vs. the Flying Saucers) (1956)
- Il mostro della California (The Werewolf) (1956)
- Scandalo a Miami (Miami Exposé) (1956)
- Cha-Cha-Cha Boom! (1956)
- I frenetici (Don't Knock the Rock) (1956)
- Sindacato del porto (Rumble on the Docks) (1956)
- Il pistolero dell'Utah (Utah Blaine) (1957)
- Cuban calypso (Calypso Heat Wave) (1957)
- Il mostro dei cieli (The Giant Claw) (1957)
- The Night the World Exploded (1957)
- The Web – serie TV, un episodio (1957)
- La folle evasione (Escape from San Quentin) (1957)
- Tribunale senza magistrati (The World Was His Jury) (1958)
- Going Steady (1958)
- Crash Landing (1958)
- I tre sceriffi (Badman's Country) (1958)
- Il fantasma dei mari della Cina (Ghost of the China Sea) (1958)

### Attore
- The Return of Rusty (1946)
- Al Jolson (The Jolson Story), regia di Alfred E. Green (1946)
- Blondie Knows Best (1946)
- Lone Star Moonlight (1946)
- The Lone Hand Texan, regia di Ray Nazarro (1947)
- Millie's Daughter (1947)
- West of Dodge City, regia di Ray Nazarro (1947)
- Blondie's Holiday (1947)
- Law of the Canyon (1947)
- For the Love of Rusty (1947)
- Il segreto di Mary Harrison (The Corpse Came C.O.D.) (1947)
- Sport of Kings (1947)
- The Son of Rusty (1947)
- Giù sulla terra (Down to Earth) (1947)
- Blondie in the Dough (1947)
- Gli affari di suo marito (Her Husband's Affairs) (1947)
- L'uomo dei miei sogni (It Had to Be You) (1947)
- Blondie's Anniversary (1947)
- Phantom Valley (1948)
- The Return of the Whistler (1948)
- Song of Idaho (1948)
- La diligenza di Silverado (Adventures in Silverado) (1948)
- Lo strano Mr. Jones (The Fuller Brush Man) (1948)
- Whirlwind Raiders (1948)
- The Sheepish Wolf (1948)
- Singin' Spurs (1948)
- La favorita del maresciallo (The Gallant Blade) (1948)
- Rusty Leads the Way (1948)
- Richiamo d'ottobre (The Return of October) (1948)
- Smoky Mountain Melody (1948)
- Fiori nel fango (Shockproof) (1949)
- Amanti crudeli (Slightly French) (1949)
- Boston Blackie's Chinese Venture (1949)
- The Crime Doctor's Diary (1949)
- The Lone Wolf and His Lady (1949)
- Home in San Antone (1949)
- Laramie (1949)
- I morti non parlano (Johnny Allegro) (1949)
- The Blazing Trail (1949)
- La sete dell'oro (Lust for Gold) (1949)
- The Secret of St. Ives - narratore (1949)
- South of Death Valley (1949)
- Bandits of El Dorado (1949)
- Tokio Joe (Tokyo Joe) (1949)
- Rusty's Birthday (1949)
- Renegades of the Sage (1949)
- Texas Dynamo (1950)
- Hoedown (1950)
- David Harding, Counterspy (1950)
- On the Isle of Samoa (1950)
- Condannato! (Convicted) (1950)
- Counterspy Meets Scotland Yard (1950)
- Frontier Outpost (1950)
- A Snitch in Time (1950)
- Gasoline Alley (1951)
- My True Story (1951)
- Fort Savage Raiders (1951)
- The Big Gusher (1951)
- Never Trust a Gambler, regia di Ralph Murphy (1951)
- Bonanza Town (1951)
- Cyclone Fury (1951)
- Saturday's Hero (1951)
- The Family Secret, regia di Henry Levin (1951)
- The Kid from Amarillo (1951)
- Pecos River (1951)
- Laramie Mountains (1952)
- The Rough, Tough West (1952)
- The Kid from Broken Gun - narratore (1952)
- Rainbow 'Round My Shoulder (1952)
- Gli amori di Cleopatra - narratore (Serpent of the Nile) (1953)
- Fiamme a Calcutta (Flame of Calcutta) (1953)
- Il mostro della California - narratore (The Werewolf) (1956)
- The Night the World Exploded - narratore (1957)
- Il mostro dei cieli (The Giant Claw) - narratore (1957)
- Crash Landing - narratore(1958)